# Мъгленорумъни
Мъгленорумъните (на румънски: Meglenoromâni) са етническа група, населявала традиционно областта Влахомъглен на съвременната граница между Гърция и Северна Македония. Различни изследвания оценяват съвременната им численост на между 5000 и 20 000 души, като по-високите стойности включват и хора с мъгленорумънски произход, асимилирани в други етноси.
За разлика от близките им по език арумъни, мъгленорумъните са отдавна уседнали земеделци. Говорят източнороманския мъгленорумънски език. Мнозинството са традиционно православни, като в началото на XX век ислямизираните мъгленорумъни от село Нъте се изселват в Турция. По това време известен брой мъгленорумъни се изселват в румънска Южна Добруджа, а след Крайовската спогодба от 1940 година – в Северна Добруджа.